# Francisco Narcizio
Francisco Narcizio est un footballeur brésilien né le 18 juillet 1971.